# Apopudobalia
Apopudobalia è uno sport fittizio, oggetto di un celebre falso lemma della Neue Pauly. Benché non sia mai esistito uno sport del genere, tale enciclopedia lo descrive come una sorta di antenato greco-romano del calcio. L'articolo prosegue citando a supporto una serie di riferimenti bibliografici (compresa una Festschrift per un tal M. Sammer), affermando inoltre che questo gioco, nella sua forma romana, godette di una certa popolarità tra le legioni romane: queste ultime lo avrebbero diffuso in tutto l'impero fino alla Britannia, "dove il gioco fu ripreso nel XIX secolo". Inoltre vi si accenna che questo sport non era ben visto dai più antichi autori cristiani, ad esempio Tertulliano.